# Maria Teresa di Löwenstein-Wertheim-Rosenberg
La principessa Maria Teresa di Löwenstein-Wertheim-Rosenberg (in tedesco: Maria Theresa, Prinzessin von Löwenstein-Wertheim-Rosenberg; Roma, 4 gennaio 1870 – Vienna, 17 gennaio 1935) fu una principessa di Löwenstein-Wertheim-Rosenberg e membro del Casato di Löwenstein-Wertheim-Rosenberg per nascita e una Infanta del Portogallo, duchessa consorte di Braganza e regina consorte titolare del Portogallo per mezzo del suo matrimonio con Miguel, duca di Braganza, pretendente miguelista al trono del Portogallo dal 1866 al 1920.

## Famiglia
Maria Teresa era la quintogenita e quarta figlia femmina di Carlo, VI principe di Löwenstein-Wertheim-Rosenberg, fratello della titolare regina consorte del Portogallo Adelaide di Löwenstein-Wertheim-Rosenberg e di sua moglie, la principessa Sofia del Liechtenstein. Maria Teresa era sorella maggiore di Aloisio, VII principe di Löwenstein-Wertheim-Rosenberg.

## Matrimonio e figli
Maria Teresa sposò il suo cugino di primo grado Michele, duca di Braganza, secondogenito ed unico figlio maschio di Michele del Portogallo e di Adelaide di Löwenstein-Wertheim-Rosenberg, l'8 novembre 1893 a Kleinheubach, nel Regno di Baviera. Miguel era vedovo e con tre figli nati dal primo matrimonio con Elisabetta di Thurn und Taxis.
Maria Teresa e Miguel ebbero otto figli:
- Principessa Isabella Maria di Braganza (1894–1970), sposò Francesco Giuseppe, IX principe di Thurn und Taxis ed ebbe figli
- Principessa Maria Benedetta di Braganza (1896–1971), morì nubile e senza figli
- Principessa Mafalda di Braganza (1898–1918), morì nubile e senza figli
- Principessa Maria Anna di Braganza (1899–1971), sposò Carlo Augusto, X principe di Thurn and Taxis ed ebbe figli
- Principessa Maria Antonia di Braganza (1903–1973), sposò Sidney Ashley Chanler figlio di William A. Chanler, ed ebbe figli
- Principessa Filippa Maria di Braganza (1905–1990), morì nubile e senza figli
- Duarte Nuno, duca di Braganza (1907–1976), sposò la principessa Francesca d'Orléans-Braganza ed ebbe figli
- Principessa Maria Adelaide di Braganza (Saint-Jean-de-Luz, 31 gennaio 1912 – 24 febbraio 2012), sposò a Vienna il 13 novembre 1945 il medico olandese Nicolaas Johannes Maria van Uden (Venlo, 5 marzo 1921 – Lisbona, 5 febbraio 1991) ed ebbe figli

## Ultimi anni e morte
Michele servì come ufficiale nell'esercito austro-ungarico. Dal momento che non poteva entrare in Portogallo, visse con la famiglia nel "Prälatenbau" dell'abbazia di Bronnbach (oggi Wertheim), principalmente dal 1917, e nel "Neu Schloß" di Seebenstein, nei pressi di Vienna, dove morì nel 1927. È stato sepolto di fronte al coro della chiesa del monastero di S. Maria Assunta. Maria Teresa morì nel 1935 e riposa nella Santa Chiesa delle Carmelitane a Vienna.

## Titoli
- 4 gennaio 1870 - 8 novembre 1893: Sua Altezza Serenissima Principessa Maria Teresa di Löwenstein-Wertheim-Rosenberg
- 8 novembre 1893 - 11 ottobre 1927: Sua Altezza Reale La Principessa del Portogallo, duchessa di Braganza
- 11 ottobre 1927 - 17 gennaio 1935: Sua Altezza Reale La vedova Principessa Reale del Portogallo, la Duchessa Madre di Braganza

## Ascendenza
|                                                                  |                                                 |                                                            | Genitori                                                 |  |  | Nonni |  |  | Bisnonni                                                 |  |  | Trisnonni                                                      |  |
|                                                                  |                                                 |                                                            |                                                          |  |  |       |  |  | Carlo Tommaso, Principe di Löwenstein-Wertheim-Rosenberg |  |  | Domenico Costantino, Principe di Löwenstein-Wertheim-Rochefort |  |
|                                                                  |                                                 |                                                            |                                                          |  |  |       |  |  | Carlo Tommaso, Principe di Löwenstein-Wertheim-Rosenberg |  |  | Domenico Costantino, Principe di Löwenstein-Wertheim-Rochefort |  |
|                                                                  |                                                 | Maria Leopoldina di Hohenlohe-Bartenstein                  |                                                          |  |  |       |  |  | Carlo Tommaso, Principe di Löwenstein-Wertheim-Rosenberg |  |  |                                                                |  |
| Costantino, Principe Ereditario di Löwenstein-Wertheim-Rosenberg |                                                 |                                                            |                                                          |  |  |       |  |  | Carlo Tommaso, Principe di Löwenstein-Wertheim-Rosenberg |  |  |                                                                |  |
|                                                                  |                                                 | Sofia di Windisch-Grätz                                    | Giuseppe Nicola di Windisch-Grätz                        |  |  |       |  |  |                                                          |  |  |                                                                |  |
|                                                                  |                                                 | Sofia di Windisch-Grätz                                    | Giuseppe Nicola di Windisch-Grätz                        |  |  |       |  |  |                                                          |  |  |                                                                |  |
|                                                                  |                                                 | Sofia di Windisch-Grätz                                    | Leopoldina di Arenberg                                   |  |  |       |  |  |                                                          |  |  |                                                                |  |
| Carlo, VI Principe di Löwenstein-Wertheim-Rosenberg              |                                                 | Sofia di Windisch-Grätz                                    |                                                          |  |  |       |  |  |                                                          |  |  |                                                                |  |
|                                                                  |                                                 | Carlo Ludovico I di Hohenlohe-Langenburg                   | Cristiano Alberto di Hohenlohe-Langenburg                |  |  |       |  |  |                                                          |  |  |                                                                |  |
|                                                                  |                                                 | Carlo Ludovico I di Hohenlohe-Langenburg                   | Cristiano Alberto di Hohenlohe-Langenburg                |  |  |       |  |  |                                                          |  |  |                                                                |  |
|                                                                  |                                                 | Carlo Ludovico I di Hohenlohe-Langenburg                   | Carolina di Stolberg-Gedern                              |  |  |       |  |  |                                                          |  |  |                                                                |  |
| Agnese di Hohenlohe-Langenburg                                   |                                                 | Carlo Ludovico I di Hohenlohe-Langenburg                   |                                                          |  |  |       |  |  |                                                          |  |  |                                                                |  |
|                                                                  |                                                 | Amalia Enrichetta di Solms-Baruth                          | Giovanni Cristiano II di Solms-Baruth                    |  |  |       |  |  |                                                          |  |  |                                                                |  |
|                                                                  |                                                 | Amalia Enrichetta di Solms-Baruth                          | Giovanni Cristiano II di Solms-Baruth                    |  |  |       |  |  |                                                          |  |  |                                                                |  |
|                                                                  |                                                 | Amalia Enrichetta di Solms-Baruth                          | Federica di Reuss-Köstritz                               |  |  |       |  |  |                                                          |  |  |                                                                |  |
| Principessa Maria Teresa di Löwenstein-Wertheim-Rosenberg        |                                                 | Amalia Enrichetta di Solms-Baruth                          |                                                          |  |  |       |  |  |                                                          |  |  |                                                                |  |
|                                                                  | Giovanni I Giuseppe, Principe del Liechtenstein | Francesco Giuseppe I, Principe del Liechtenstein           |                                                          |  |  |       |  |  |                                                          |  |  |                                                                |  |
|                                                                  | Giovanni I Giuseppe, Principe del Liechtenstein | Francesco Giuseppe I, Principe del Liechtenstein           |                                                          |  |  |       |  |  |                                                          |  |  |                                                                |  |
|                                                                  | Giovanni I Giuseppe, Principe del Liechtenstein | Contessa Leopoldina di Sternberg                           |                                                          |  |  |       |  |  |                                                          |  |  |                                                                |  |
| Aloisio II, Principe del Liechtenstein                           | Giovanni I Giuseppe, Principe del Liechtenstein |                                                            |                                                          |  |  |       |  |  |                                                          |  |  |                                                                |  |
|                                                                  |                                                 | Langravia Giuseppa di Fürstenberg-Weitra                   | Joachim Egon, Langravio di Fürstenberg-Weitra            |  |  |       |  |  |                                                          |  |  |                                                                |  |
|                                                                  |                                                 | Langravia Giuseppa di Fürstenberg-Weitra                   | Joachim Egon, Langravio di Fürstenberg-Weitra            |  |  |       |  |  |                                                          |  |  |                                                                |  |
|                                                                  |                                                 | Langravia Giuseppa di Fürstenberg-Weitra                   | Contessa Sophia zu Oettingen-Wallerstein                 |  |  |       |  |  |                                                          |  |  |                                                                |  |
| Principessa Sofia del Liechtenstein                              |                                                 | Langravia Giuseppa di Fürstenberg-Weitra                   |                                                          |  |  |       |  |  |                                                          |  |  |                                                                |  |
|                                                                  |                                                 | Conte Franz de Paula Joseph Kinsky von Wchinitz und Tettau | Joseph Ernst, IV Principe Kinsky von Wchinitz und Tettau |  |  |       |  |  |                                                          |  |  |                                                                |  |
|                                                                  |                                                 | Conte Franz de Paula Joseph Kinsky von Wchinitz und Tettau | Joseph Ernst, IV Principe Kinsky von Wchinitz und Tettau |  |  |       |  |  |                                                          |  |  |                                                                |  |
|                                                                  |                                                 | Conte Franz de Paula Joseph Kinsky von Wchinitz und Tettau | Contessa Maria Rosalia von Harrach                       |  |  |       |  |  |                                                          |  |  |                                                                |  |
| Franziska Kinsky von Wchinitz und Tettau                         |                                                 | Conte Franz de Paula Joseph Kinsky von Wchinitz und Tettau |                                                          |  |  |       |  |  |                                                          |  |  |                                                                |  |
|                                                                  |                                                 | Contessa Theresia von Wrbna und Freudenthal                | Rudolf, Conte von Wrbna und Freudenthal                  |  |  |       |  |  |                                                          |  |  |                                                                |  |
|                                                                  |                                                 | Contessa Theresia von Wrbna und Freudenthal                | Rudolf, Conte von Wrbna und Freudenthal                  |  |  |       |  |  |                                                          |  |  |                                                                |  |
|                                                                  |                                                 | Contessa Theresia von Wrbna und Freudenthal                | Contessa Maria Theresia von Kaunitz-Rietberg-Questenberg |  |  |       |  |  |                                                          |  |  |                                                                |  |
|                                                                  |                                                 | Contessa Theresia von Wrbna und Freudenthal                |                                                          |  |  |       |  |  |                                                          |  |  |                                                                |  |